# TGL 30817

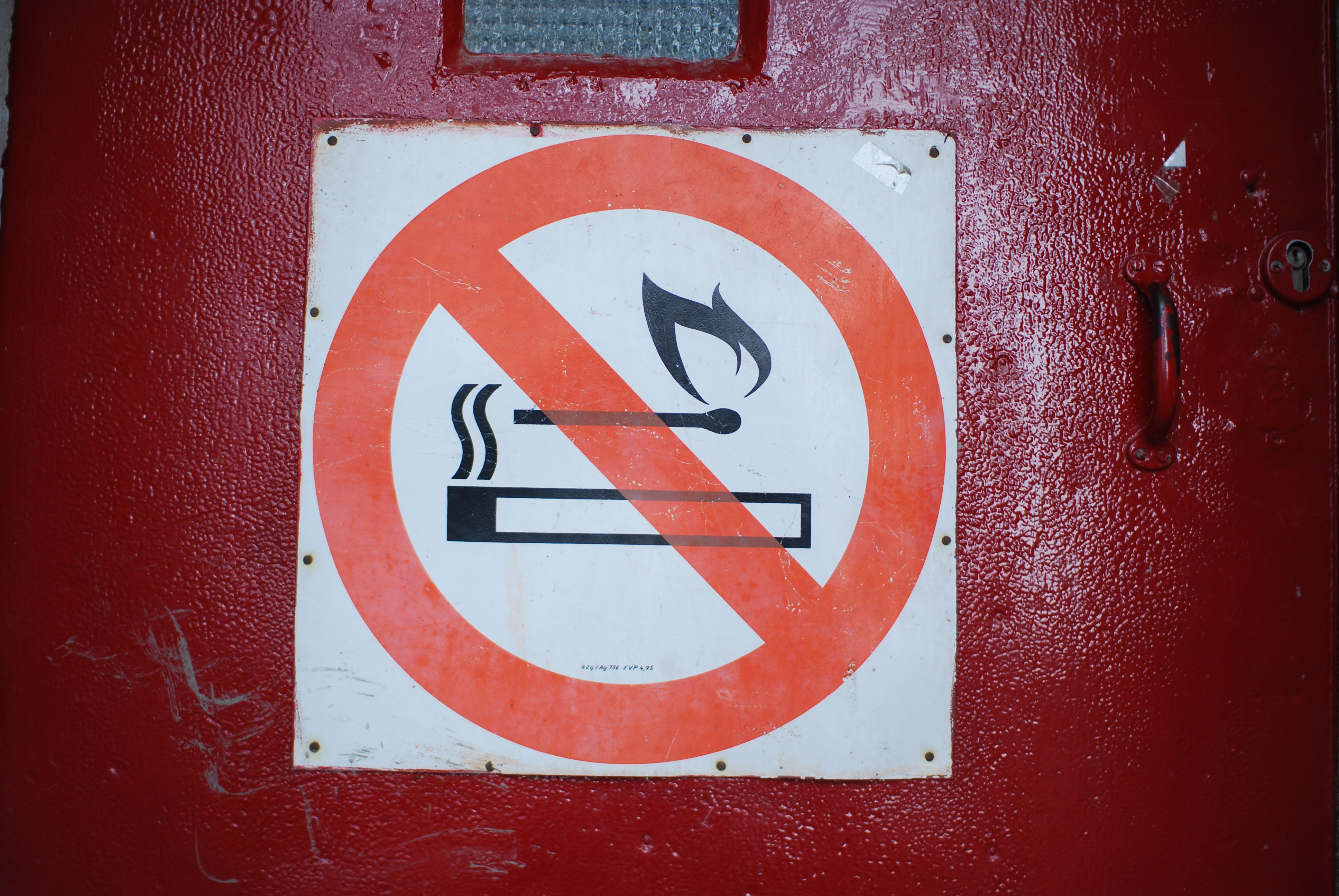
Zeichen A2 an einer Tür

Die TGL 30817 war ein DDR-Standard, welcher einheitliche Sicherheitsfarben und -zeichen festlegte. Er ist durch die Normenreihe DIN 4844 ersetzt worden.

## Entstehungsgeschichte
Der Standard ist als Nachfolger der TGL 20455 konzipiert worden, um der UdSSR vergleichbare Zeichen zu erhalten, welche sich an den zu der Zeit gültigen ISO-Empfehlung R 557 orientieren sollten. Bis zu diesem Zeitpunkt war im System der Sicherheitskennzeichnung die Verwendung von Sicherheitsfarben unüblich, da allein die Form des Zeichens die Sicherheitsaussage zu transportieren hatte.

## Sicherheitsfarben
Die TGL 30817 legte ein einheitliches System für Sicherheitsfarben mit korrespondierenden Kontrastfarben fest.
| Sicherheitsfarbe | Kontrastfarbe | Bedeutung |
| ---------------- | ------------- | --- |
| Signalrot        | Weiß          | Verbot im Sinne von: - Halt! Unmittelbare Gefahr; - Brandbekämpfungseinrichtungen und Betätigungselemente der Brandschutztechnik; - Wahrzeichen des Roten Kreuzes |
| Chromgelb        | Schwarz       | Warnung im Sinne von: Achtung! Mögliche Gefahr |
| Signalgrün       | Weiß          | Gebot im Sinne der Sicherheit |
| Rivierablau      | Weiß          | Hinweis im Sinne einer Information |

## Sicherheitszeichen
Im Gegensatz zum heute üblichen System der Gliederung der Zeichen in fünf Kategorien wurden nur vier Kategorien gebildet, Rettungs- und Brandschutzzeichen wurden unter Hinweiszeichen zusammengefasst. Solche Nummern, welche mit einem F versehen sind, wurden vom für den Brandschutz zuständigen Ministerium des Innern verantwortet.

### Verbotszeichen

A1: Zutritt verboten
A2: Rauchen und Umgang mit offenen Feuer verboten
A3: Berühren verboten
A4: Mit Wasser löschen verboten
A5F: Betreiben elektrischer Heiz- und Kochgeräte verboten

### Gebotszeichen

B1: Schutzhelm tragen
B2: Schutzbrille tragen
B3: Schutzhandschuhe tragen
B4: Atemschutzgerät tragen
B5: Gehörschutz tragen
B6: Schutzanzug tragen
B7-1: Notausgang (links)
B7-2: Notausgang (rechts)
B8F: Brandschutztür geschlossen halten

### Warnzeichen

C1: Warnung vor Gefahr durch ätzende Stoffe
C2: Warnung vor Explosionsgefahr
C3: Warnung vor Brandgefahr
C4: Warnung vor gefährlicher Elektrizität
C5: Warnung vor ionisierender Strahlung
C6: Warnung vor giftigen Substanzen
C7: Warnung vor schwebenden Lasten
C8: Warnung vor Gefahr, das Gleichgewicht zu verlieren, auszugleiten oder zu stürzen
C9: Warnung vor Laserstrahlen (ursprüngliche Version von 1976)[2]
C9: Warnung vor Laserstrahlen (überarbeitete Version von 1986)[3]
C10: Warnung vor anderweitiger Gefahr

### Hinweiszeichen

D1: Erste-Hilfe-Einrichtung
D2: Brandbekämpfungsgerät
D3: Alarmierungsstelle
D4: Raucherinsel
D5F: Betreiben elektrischer Heiz- und Kochgeräte erlaubt
D6F: Einspeisung in Steigleitung
D7F: Feuerlöschventil
D8F: Löschwasserentnahmestelle
D9F: Bedienelement für Verschlüsse von Rauch- und Hitzeableitungsöffnungen
D10F: Sollbruchstelle
D11F: Handauslösestelle für Feuerlöschanlagen